# А (приток Мёне)
А (нем. Aa) — небольшая река в Германии (земля Северный Рейн-Вестфалия у города Брилон), левый приток реки Мёне (нем. Möhne).
Площадь водосборного бассейна — 23,071 км². Высота истока — 459 м над уровнем моря.

## Направление течения
Исток реки расположен в Альтенбюрене (нем. Altenbüren) — районе Брилона. Отсюда поток устремляется в восточном направлении. На абсолютной высоте 473 м, у так называемого «Камня ведьмы» (нем. Hexenstein), А поворачивает на север. Здесь в неё с правой стороны впадает приток Хильбрингзе (нем. Hilbringse). Через полкилометра на реке находится водяная мельница Обермюле (нем. Obermühle) — одна из пяти, ранее существовавших на реке. За «Нижней Мельницей» (нем. Niederen Mühle) с левой стороны в А впадает приток Фюльзенбеке (нем. Fülsenbecke). Затем река протекает над трещиноватыми массивными известняками. Раньше река исчезала в этих трещинах и пещерах. Сейчас же все они забетонированы, и через 7,4 км А впадает в Мёне. Устье А располагается на абсолютной высоте 387 метров.

## Притоки реки Мёне
- Хильбрингзе — правый приток, впадает в А перед «Верхней мельницей» на высоте 429 м н.у.м.
- Фюльзенбеке — левый приток, впадает в А после «Нижней Мельницы» на высоте 411 метров. Река находится в Германии.

## История
В доисторическое время исток Мёне располагался на северном склоне горы Поппенберг (нем. Poppenberg). Но в связи с перепланировками города Брилон (нем. Brilon), и в особенности курортно-парковой зоны, истоком Мёне стали называть родник на восточной стороне горы Поппенберг. Именно благодаря работам местной геодезической службы река А стала притоком Мёне. До этого же именно она являлась источником Мёне.